# Olympische Sommerspiele 2020/Teilnehmer (Republik Kongo)
| Gelbes Symbol für Goldmedaillen mit stilisierten Olympischen Ringen | Graues Symbol für Silbermedaillen mit stilisierten Olympischen Ringen | Braundes Symbol für Bronzemedaillen mit stilisierten Olympischen Ringen |
| ------------------------------------------------------------------- | --------------------------------------------------------------------- | ----------------------------------------------------------------------- |
| —                                                                   | —                                                                     | —                                                                       |

Republik Kongo nahm an den Olympischen Spielen 2020 in Tokio teil. Es war die insgesamt 13. Teilnahme an Olympischen Sommerspielen. Das Comité Olympique Congolais nominierte insgesamt drei Athleten in zwei Sportarten. 

## Teilnehmer nach Sportarten

### Leichtathletik
Laufen und Gehen 
| Athleten               | Wettbewerb | Vorlauf | Vorlauf | Runde 1 | Runde 1 | Halbfinale    | Halbfinale    | Finale        | Finale        | Rang |
| Athleten               | Wettbewerb | Zeit    | Rang    | Zeit    | Rang    | Zeit          | Rang          | Zeit          | Rang          | Rang |
| ---------------------- | ---------- | ------- | ------- | ------- | ------- | ------------- | ------------- | ------------- | ------------- | ---- |
| Frauen                 |            |         |         |         |         |               |               |               |               |      |
| Natacha Ngoye Akamabi  | 100 m      | 11,47 s | 1       | 11,52 s | 42      | ausgeschieden | ausgeschieden | ausgeschieden | ausgeschieden | 42   |
| Männer                 |            |         |         |         |         |               |               |               |               |      |
| Gilles Anthony Afoumba | 400 m      | —       | —       | 46,03 s | 31      | ausgeschieden | ausgeschieden | ausgeschieden | ausgeschieden | 31   |

### Schwimmen
| Athleten       | Wettbewerb    | Vorlauf | Vorlauf | Runde 1       | Runde 1       | Halbfinale    | Halbfinale    | Finale        | Finale        | Rang |
| Athleten       | Wettbewerb    | Zeit    | Rang    | Zeit          | Rang          | Zeit          | Rang          | Zeit          | Rang          | Rang |
| -------------- | ------------- | ------- | ------- | ------------- | ------------- | ------------- | ------------- | ------------- | ------------- | ---- |
| Frauen         |               |         |         |               |               |               |               |               |               |      |
| Stefan Sangala | 50 m Freistil | 37,92 s | 81      | ausgeschieden | ausgeschieden | ausgeschieden | ausgeschieden | ausgeschieden | ausgeschieden | 81   |